# Goodenia humilis
Goodenia humilis är en tvåhjärtbladig växtart som beskrevs av Robert Brown. Goodenia humilis ingår i släktet Goodenia och familjen Goodeniaceae. Inga underarter finns listade i Catalogue of Life.